# Collinsville (Mississippi)
Collinsville is een plaats (census-designated place) in de Amerikaanse staat Mississippi, en valt bestuurlijk gezien onder Lauderdale County.

## Demografie
Bij de volkstelling in 2000 werd het aantal inwoners vastgesteld op 1823.

## Geografie
Volgens het United States Census Bureau beslaat de plaats een oppervlakte van
40,9 km², waarvan 40,8 km² land en 0,1 km² water. Collinsville ligt op ongeveer 120 m boven zeeniveau.

## Plaatsen in de nabije omgeving
De onderstaande figuur toont nabijgelegen plaatsen in een straal van 24 km rond Collinsville.

## Geboren in Collinsville
- Jimmy Ruffin (1936-2014), soulzanger